# Welkekrankheit (Weinrebe)
Bei Trauben und Beeren von Weinreben kann eine Welkekrankheit in verschiedenen Formen auftreten. Die Intensität ist je nach Sorte und Jahr unterschiedlich.
Die Ursachen können sein:
| pflanzenphysiologisch | biotisch                                                                             | abiotisch |
| --- | ------------------------------------------------------------------------------------ | --- |
| Nach dem Sichtbarwerden der ersten Schadsymptome: - Schadsymptome beginnend am Stielgerüst der Trauben: Die ersten Symptome sind dunkle, scharf abgegrenzte nekrotische Stellen am Stielgerüst (meist in den Stielverzweigungen). Diese Symptome können ab der Rebblüte bis zu Reifebeginn am Stielgerüst festgestellt werden. Hier handelt es sich um Stiellähme. - Schadsymptome beginnend an den Beeren: Beeren bleiben in der Reifephase in der Entwicklung zurück und erschlaffen, welken, schmecken fade und sauer, trocknen ein. In der Folge beginnt auch das Stielgerüst zu nekrotisieren. Hier handelt es sich um Traubenwelke (Beerenwelke, Zweigeltkrankheit). - Stiellähme auf den kleinen Beerenstilchen bei der Sorte Blaufränkisch. - Stiellähme in sehr fortgeschrittenem Stadium bei der Sorte Grüner Veltliner. - Traubenwelke bei der Sorte Zweigelt. | - Stielfäule - Befall durch Phytoplasmen oder holzzerstörende Pilze wie z. B.: ESCA. | - Sonnenbrand (Weintraube) - Hagel - Abknicken von Trauben - Windbruch - Trockenheit. - Durch Extremtemperatur geschädigte (verbrannte oder verbrühte) Traube der Sorte Zweigelt. |